# Sourdun
Sourdun est une commune française située dans le département de Seine-et-Marne en région Île-de-France.

## Géographie

### Localisation
Le village est situé à 5 km au sud-est de Provins.

### Communes limitrophes
| Provins             | Saint-Brice | Léchelle                             |
| Chalautre-la-Petite | Sourdun     | Chalautre-la-Grande Le Mériot (Aube) |
| Soisy-Bouy          | Hermé       | Melz-sur-Seine                       |

### Géologie et relief
La commune est classée en zone de sismicité 1, correspondant à une sismicité très faible. L'altitude varie de 92 mètres à 173 mètres pour le point le plus haut , le centre du bourg se situant à environ 150 mètres d'altitude (mairie).

### Hydrographie

#### Réseau hydrographique

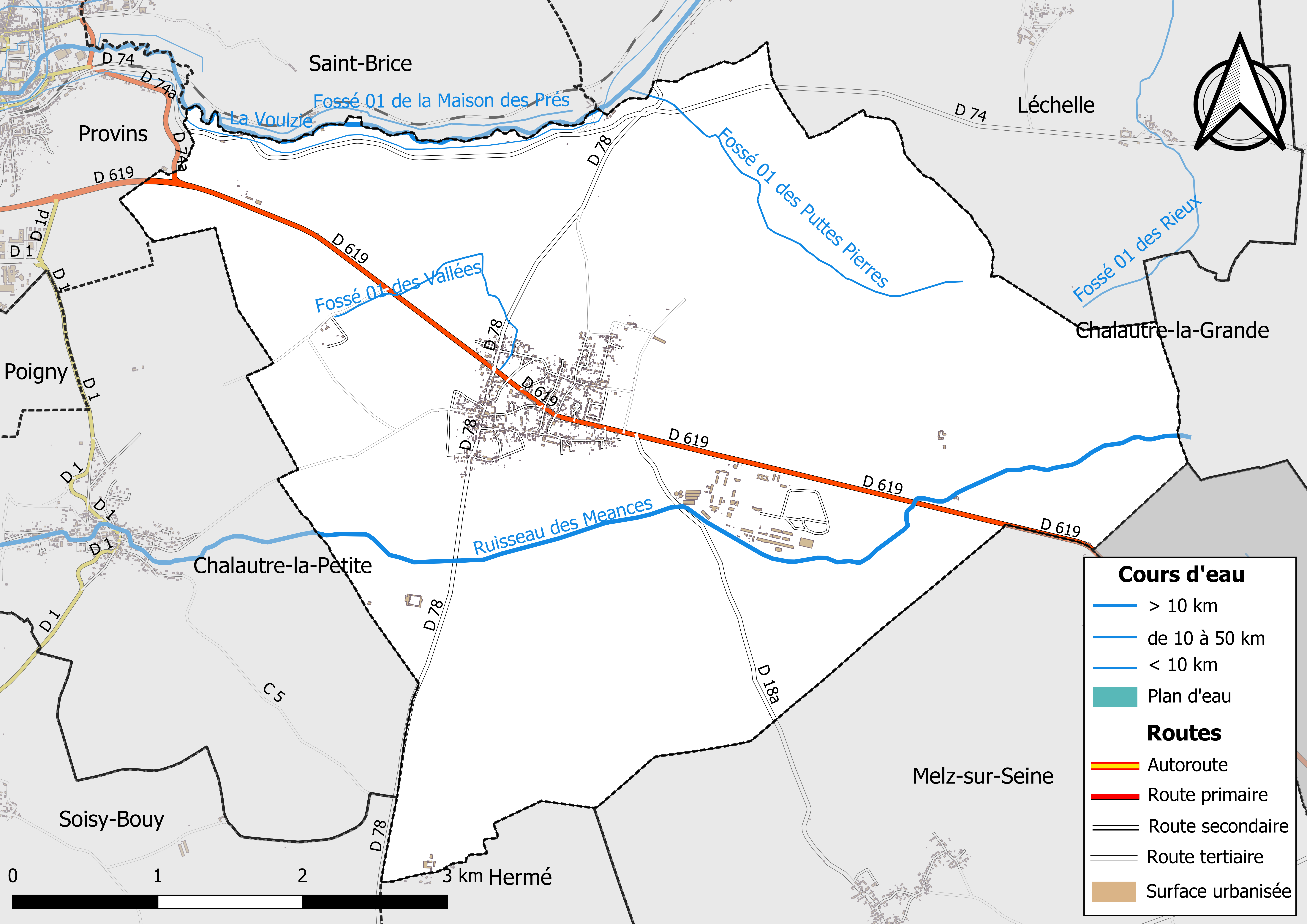
Carte des réseaux hydrographique et routier de Sourdun.

Le réseau hydrographique de la commune se compose de cinq cours d'eau référencés :
- le ruisseau des Méances (ou ruisseau des Valigots en aval de Chalautre-la-Petite), long de 27,14 km[3], et.
- la rivière Voulzie, en limite nord de la commune, longue de 43,86 km[4], affluents de la Seine en rive droite, ;
  - le fossé 01 des Puttes Pierres[5], 3,04 km[6], et ;
  - le fossé 01 de la Maison des Prés, 2,55 km[7], affluents de la Voulzie ;
- le fossé 01 des Vallées, 2,10 km[8] ;

Par ailleurs, son territoire est également traversé par le canal des Ormes, aqueduc, conduite forcée de 24,31 km qui conflue avec la Voulzie et par l’aqueduc de la Voulzie.
La longueur totale des cours d'eau sur la commune est de 20,53 km.

#### Gestion des cours d'eau
Afin d’atteindre le bon état des eaux imposé par la Directive-cadre sur l'eau du 23 octobre 2000, plusieurs outils de gestion intégrée s’articulent à différentes échelles : le SDAGE, à l’échelle du bassin hydrographique, et le SAGE, à l’échelle locale. Ce dernier fixe les objectifs généraux d’utilisation, de mise en valeur et de protection quantitative et qualitative des ressources en eau superficielle et souterraine. Le département de Seine-et-Marne est couvert par six SAGE, au sein du bassin Seine-Normandie.
La commune fait partie du SAGE « Bassée Voulzie », en cours d'élaboration en décembre 2020. Le territoire de ce SAGE concerne 144 communes dont 73 en Seine-et-Marne, 50 dans l'Aube, 15 dans la Marne et 6 dans l'Yonne, pour une superficie de 1 710 km2,. Le pilotage et l’animation du SAGE sont assurés par Syndicat Mixte Ouvert de l’eau potable, de l’assainissement collectif, de l’assainissement non collectif, des milieux aquatiques et de la démoustication (SDDEA), qualifié de « structure porteuse ».

### Climat
Pour des articles plus généraux, voir Climat de l'Île-de-France et Climat de Seine-et-Marne.
En 2010, le climat de la commune est de type climat océanique dégradé des plaines du Centre et du Nord, selon une étude du CNRS s'appuyant sur une série de données couvrant la période 1971-2000. En 2020, Météo-France publie une typologie des climats de la France métropolitaine dans laquelle la commune est exposée à un climat océanique altéré et est dans la région climatique Nord-est du bassin Parisien, caractérisée par un ensoleillement médiocre, une pluviométrie moyenne régulièrement répartie au cours de l’année et un hiver froid (3 °C).
Pour la période 1971-2000, la température annuelle moyenne est de 10,5 °C, avec une amplitude thermique annuelle de 15,7 °C. Le cumul annuel moyen de précipitations est de 752 mm, avec 11,5 jours de précipitations en janvier et 7,8 jours en juillet. Pour la période 1991-2020, la température moyenne annuelle observée sur la station météorologique la plus proche, située sur la commune de Voulton à 9 km à vol d'oiseau, est de 11,3 °C et le cumul annuel moyen de précipitations est de 740,8 mm,.

### Milieux naturels et biodiversité

#### Réseau Natura 2000

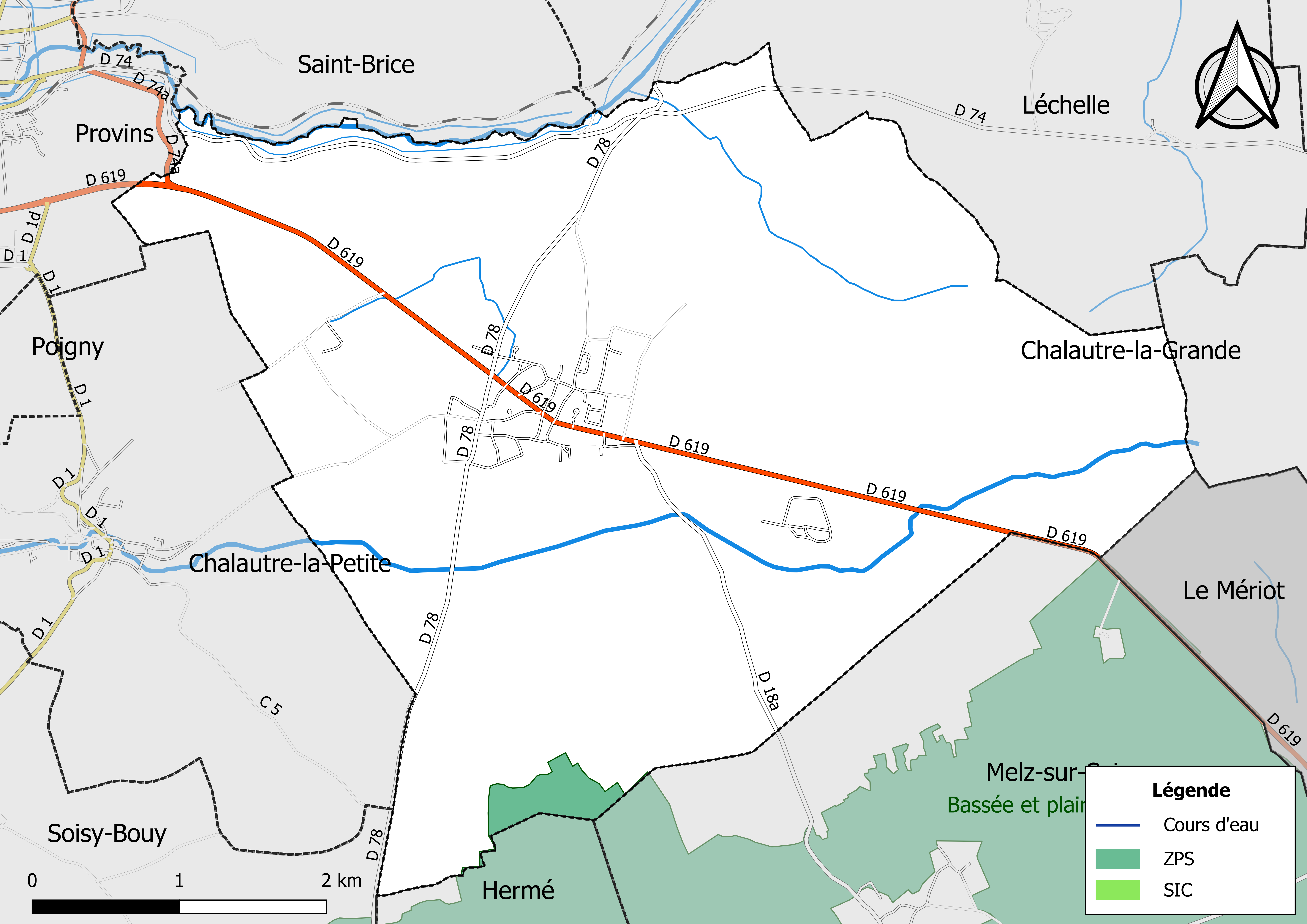
Sites Natura 2000 sur le territoire communal.

Le réseau Natura 2000 est un réseau écologique européen de sites naturels d’intérêt écologique élaboré à partir des Directives « Habitats » et « Oiseaux ». Ce réseau est constitué de Zones spéciales de conservation (ZSC) et de Zones de protection spéciale (ZPS). Dans les zones de ce réseau, les États Membres s'engagent à maintenir dans un état de conservation favorable les types d'habitats et d'espèces concernés, par le biais de mesures réglementaires, administratives ou contractuelles.
Un  site Natura 2000 a été défini sur la commune au titre de la « directive Oiseaux », :  
- la « Bassée et plaines adjacentes », d'une superficie de 27 643 ha, une vaste plaine alluviale de la Seine bordée par un coteau marqué au nord et par un plateau agricole au sud. Elle abrite une importante diversité de milieux qui conditionnent la présence d’une avifaune très riche[21],[22].

#### Zones naturelles d'intérêt écologique, faunistique et floristique

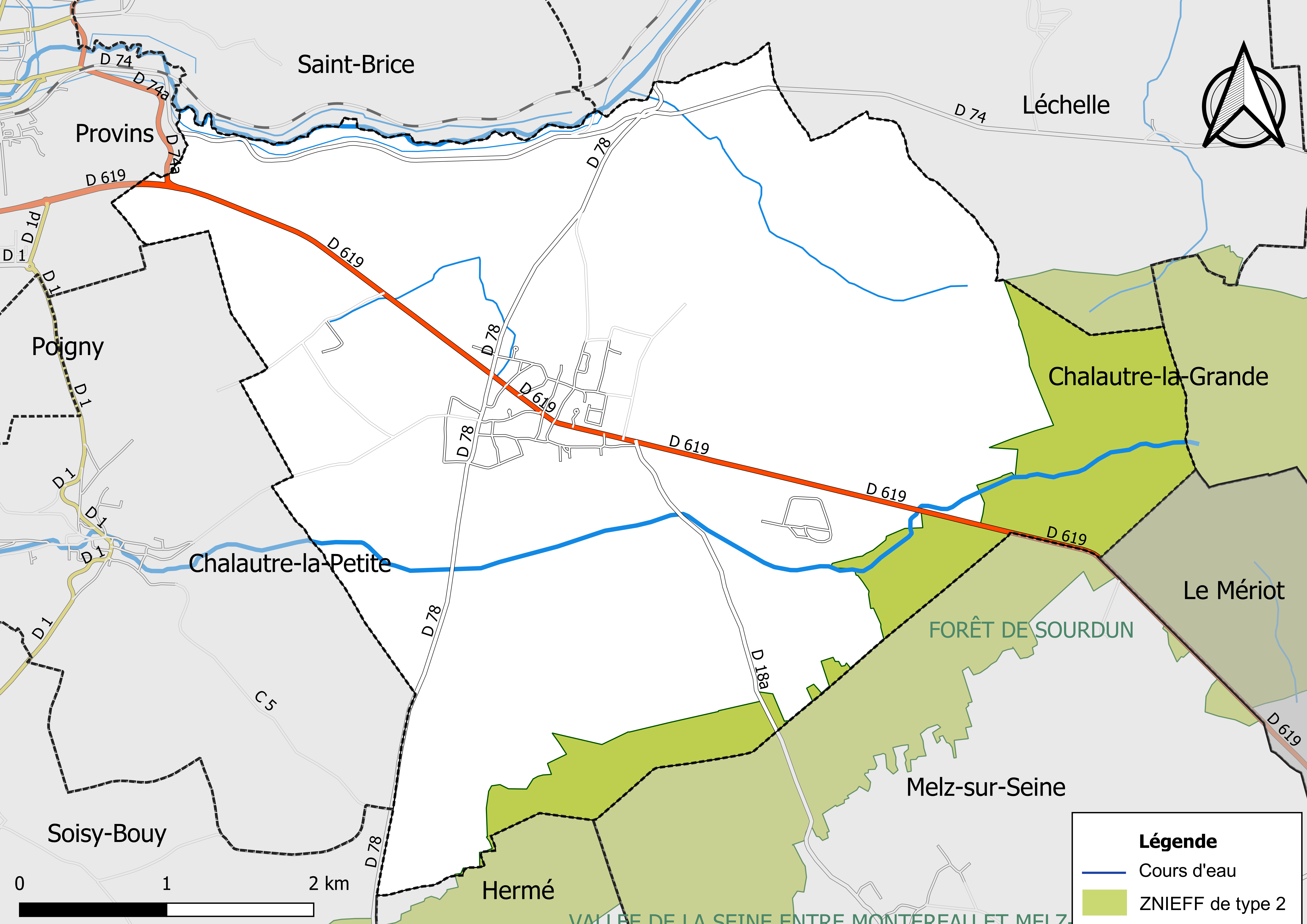
Carte des ZNIEFF de type 2 localisées sur la commune.

L’inventaire des zones naturelles d'intérêt écologique, faunistique et floristique (ZNIEFF) a pour objectif de réaliser une couverture des zones les plus intéressantes sur le plan écologique, essentiellement dans la perspective d’améliorer la connaissance du patrimoine naturel national et de fournir aux différents décideurs un outil d’aide à la prise en compte de l’environnement dans l’aménagement du territoire.
Le territoire communal de Sourdun comprend une ZNIEFF de type 2,,, 
la « Forêt de Sourdun » (1 744 ha), couvrant 7 communes du département.

## Urbanisme

### Typologie
Au 1er janvier 2024, Sourdun est catégorisée bourg rural, selon la nouvelle grille communale de densité à sept niveaux définie par l'Insee en 2022.
Elle est située hors unité urbaine. Par ailleurs la commune fait partie de l'aire d'attraction de Paris, dont elle est une commune de la couronne,. Cette aire regroupe 1 929 communes,.

### Aménagements
Sourdun était le lieu de garnison du 9e jusqu'en 1979 puis du 2e régiment de hussards. Après son déménagement, le site du quartier de lattre-de-Tassigny a été réaménagé pour recevoir :
- en 2009, le premier Internat d'excellence ;
- en décembre 2011, le Service d'études sur les transports, les routes et leurs aménagements (Sétra), service technique à compétence nationale du ministère de l'Écologie, du Développement Durable et de l'Énergie ;
- en 2012, une partie du Centre d'études et d'expertise sur les risques, l'environnement, la mobilité et l'aménagement (Cerema) Île-de-France.

### Lieux-dits et écarts
La commune compte 118 lieux-dits administratifs répertoriés consultables ici.

### Occupation des sols
L'occupation des sols de la commune, telle qu'elle ressort de la base de données européenne d’occupation biophysique des sols Corine Land Cover (CLC), est marquée par l'importance des territoires agricoles (68,8 % en 2018), une proportion sensiblement équivalente à celle de 1990 (68,4 %). La répartition détaillée en 2018 est la suivante : 
terres arables (68 %), forêts (22,6 %), zones urbanisées (4,6 %), zones industrielles ou commerciales et réseaux de communication (2,3 %), milieux à végétation arbustive et/ou herbacée (1,7 %), prairies (0,8 %).
Parallèlement, L'Institut Paris Région, agence d'urbanisme de la région Île-de-France, a mis en place un inventaire numérique de l'occupation du sol de l'Île-de-France, dénommé le MOS (Mode d'occupation du sol), actualisé régulièrement depuis sa première édition en 1982. Réalisé à partir de photos aériennes, le Mos distingue les espaces naturels, agricoles et forestiers mais aussi les espaces urbains (habitat, infrastructures, équipements, activités économiques, etc.) selon une classification pouvant aller jusqu'à 81 postes, différente de celle de Corine Land Cover,,. L'Institut met également à disposition des outils permettant de visualiser par photo aérienne l'évolution de l'occupation des sols de la commune entre 1949 et 2018.

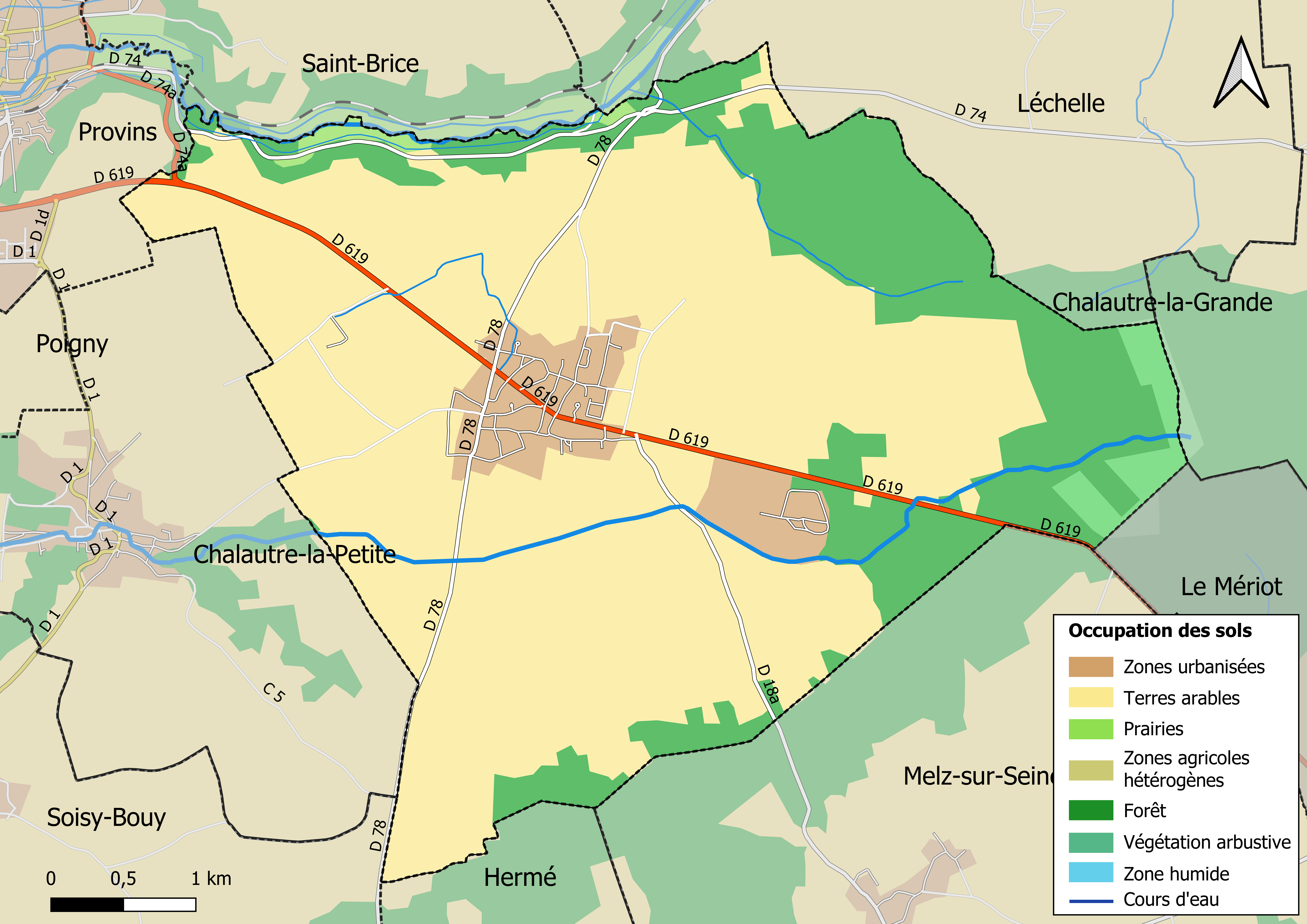
Carte des infrastructures et de l'occupation des sols en 2018 (CLC) de la commune.
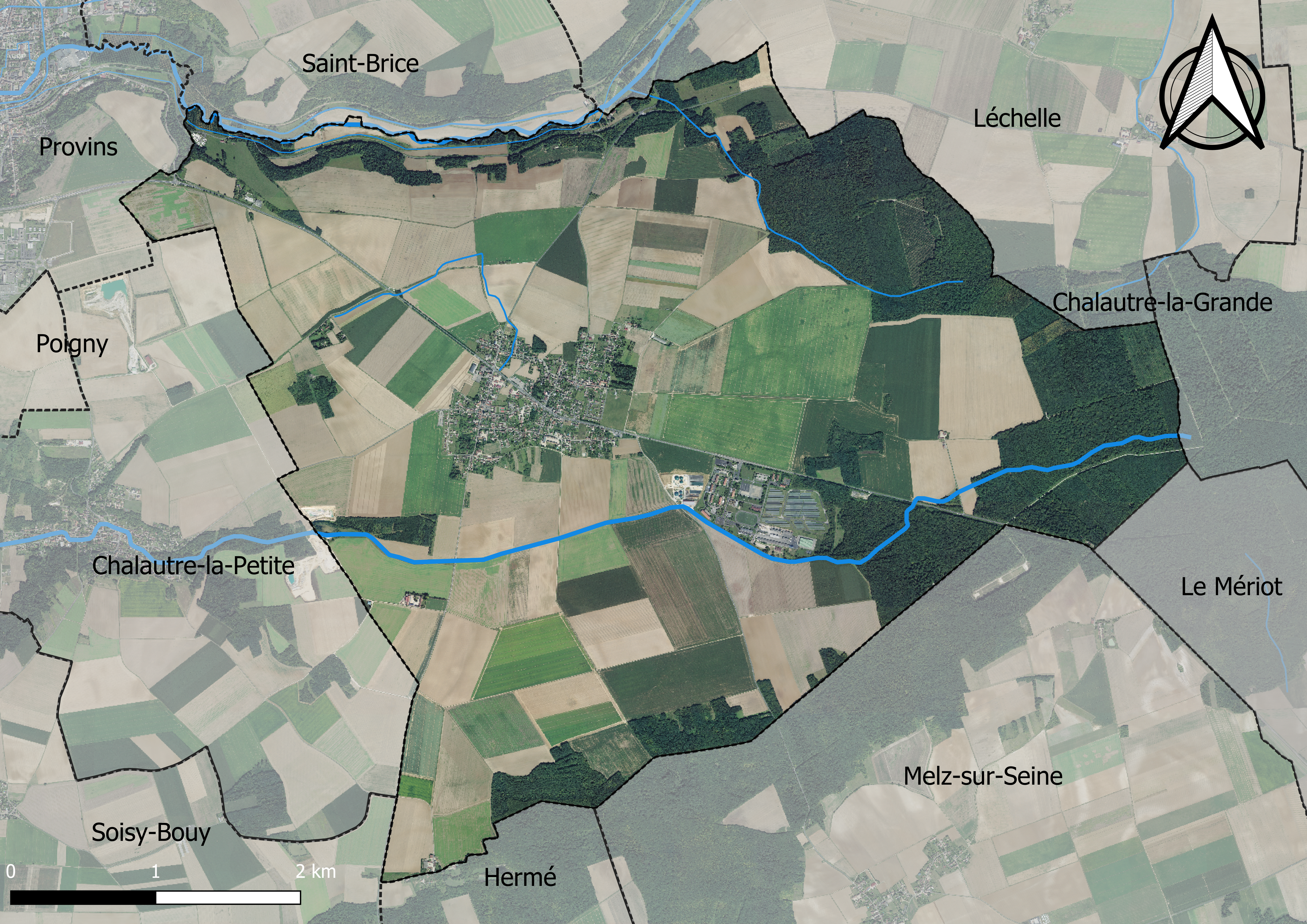
Carte orhophotogrammétrique de la commune.

### Planification
La loi SRU du 13 décembre 2000 a incité les communes à se regrouper au sein d’un établissement public, pour déterminer les partis d’aménagement de l’espace au sein d’un SCoT, un document d’orientation stratégique des politiques publiques à une grande échelle et à un horizon de 20 ans et s'imposant aux documents d'urbanisme locaux, les PLU (Plan local d'urbanisme). La commune est dans le territoire du SCOT Grand Provinois, dont le projet a été arrêté le 29 janvier 2020, porté par le syndicat mixte d’études et de programmation (SMEP) du Grand Provinois, qui regroupe les Communautés de Communes du Provinois et de Bassée-Montois, soit 82 communes.
La commune disposait en 2019 d'un plan local d'urbanisme en révision. Le zonage réglementaire et le règlement associé peuvent être consultés sur le Géoportail de l'urbanisme.

### Logement
En 2017, le nombre total de logements dans la commune était de 681 dont 87,5 % de maisons (maisons de ville, corps de ferme, pavillons, etc.) et 12,3 % d'appartements.
Parmi ces logements, 84,4 % étaient des résidences principales, 7,8 % des résidences secondaires et 7,8 % des logements vacants.
La part des ménages fiscaux propriétaires de leur résidence principale s'élevait à 73,1 % contre 24,5 % de locataires dont, 2,9 % de logements HLM loués vides (logements sociaux) et, 2,4 % logés gratuitement.

### Voies de communication et transports

#### Transports
La commune est desservie par les lignes 3211 et 3212 du réseau de bus Provinois - Brie et Seine.

## Toponymie
Surdulium (1165) ; Surdolium (1196) ; Sourdeuil, Sordueil (vers 1225) ; Sordeul (1263) ; Sordu (1265) ; Seurdeul, Sordeuil (1265) ; Sordeil, Seurdeil (1273) ; Sourdueill (1274) ; Soudeil (1276) ; Sourdeill (1277) ; Sourdu (1293) ; Sordun (XIIIe siècle) ; Sourdul (1339) ; Sordum (1371) ; Sourdin lez Provins (1632) ; Sordun en 1801.
- Le préfixe -sor (aujourd'hui : -sour) peut provenir d'un mot ou d'un théonyme gaulois ou gallo-romain, il serait imprudent de retenir le composé celtique duno désignant une forteresse ou un lieu fortifié, ou le terme prélatin dunum désignant une hauteur.

Michel Brandière propose le préfixe sord ou sor incluant l'idée d'une source en particulier de l'eau en général. Ce préfixe est très ancien, c'est-à-dire celtique ou même pré-celtique. Pourquoi ne pas rattacher cette hypothèse avec le lieu-dit, au sud de Sourdun : «  La Fontaine aux malades » qui indique une source aux valeurs curatives, aujourd'hui disparue.
Paul Lebel  avance la notion de « sec », donc de source intermittente ou de ruisseau temporaire, citant Sorbais dans l’Aisne, Sourbais en 1333, Sorbais en 1335, Sorbey dans la Meuse.

## Histoire
- En 1789, Sourdun faisait partie de l'élection de Provins et de la généralité de Paris et suivait la coutume de Troyes.

## Politique et administration

### Liste des maires

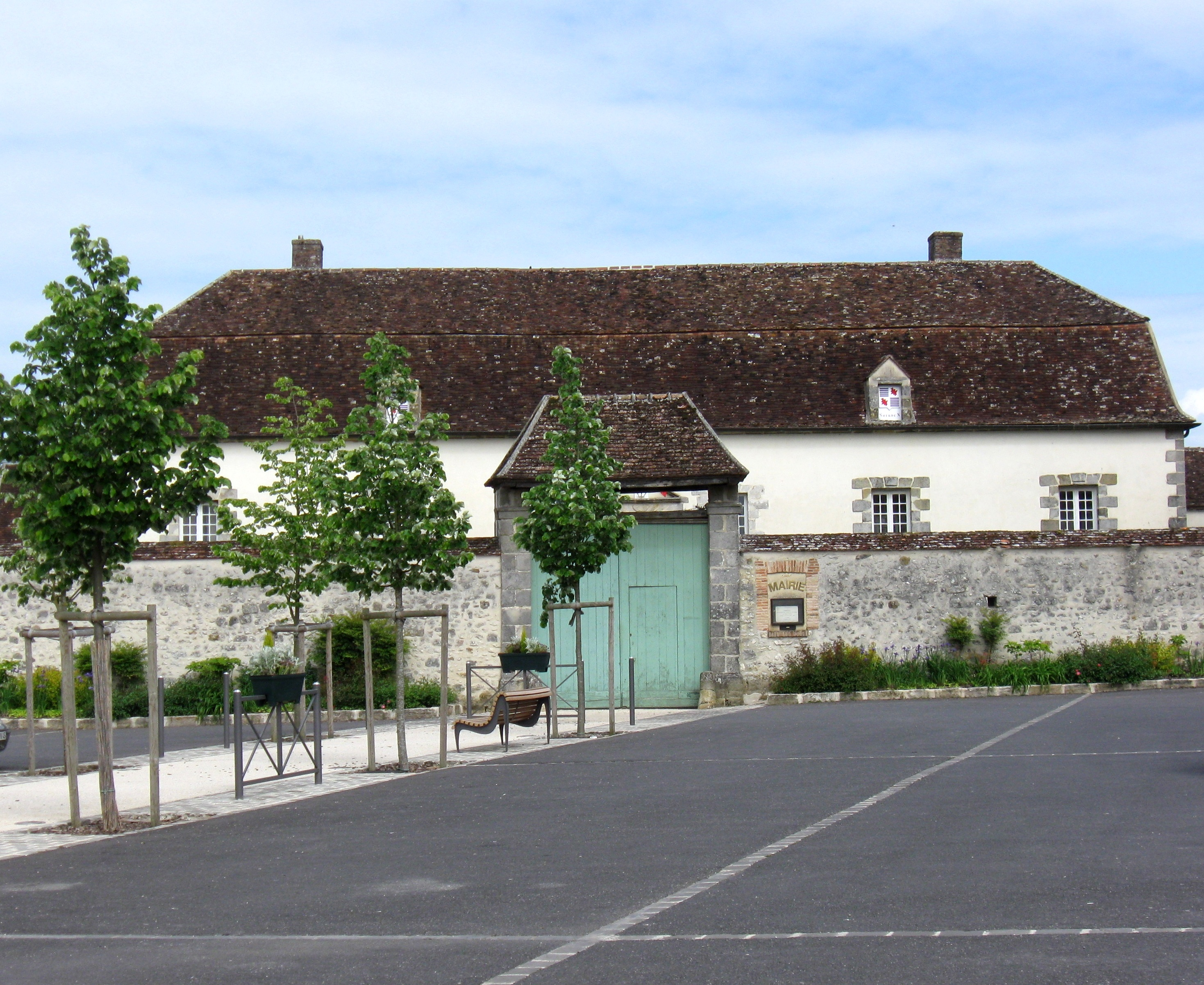
La mairie installée dans l'ancien prieuré.

| Période                                  | Période  | Identité                                | Étiquette | Qualité                                                   |
| ---------------------------------------- | -------- | --------------------------------------- | --------- | --------------------------------------------------------- |
| Les données manquantes sont à compléter. |          |                                         |           |                                                           |
| maire en 1835                            | ?        | Antoine Dubois de Moulignon (1786-1855) |           | Propriétaire Conseiller d'arrondissement                  |
| 1972                                     | 1989     | Robert Rigollet                         | SE        |                                                           |
| 1989                                     | 2008     | Jacquie Louis                           | SE        |                                                           |
| mars 2008                                | En cours | Éric Torpier                            | SE        | Directeur Commercial Vice-président de la CC du Provinois |

## Équipements et services

### Eau et assainissement
L’organisation de la distribution de l’eau potable, de la collecte et du traitement des eaux usées et pluviales relève des communes. La loi NOTRe de 2015 a accru le rôle des EPCI à fiscalité propre en leur transférant cette compétence. Ce transfert devait en principe être effectif au 1er janvier 2020, mais la loi Ferrand-Fesneau du 3 août 2018 a introduit la possibilité d’un report de ce transfert au 1er janvier 2026,.

#### Assainissement des eaux usées
En 2020, la commune de Sourdun gère le service d’assainissement collectif (collecte, transport et dépollution) en régie directe, c’est-à-dire avec ses propres personnels.
L’assainissement non collectif (ANC) désigne les installations individuelles de traitement des eaux domestiques qui ne sont pas desservies par un réseau public de collecte des eaux usées et qui doivent en conséquence traiter elles-mêmes leurs eaux usées avant de les rejeter dans le milieu naturel. La communauté de communes du Provinois assure pour le compte de la commune le service public d'assainissement non collectif (SPANC), qui a pour mission de vérifier la bonne exécution des travaux de réalisation et de réhabilitation, ainsi que le bon fonctionnement et l’entretien des installations,.

#### Eau potable
En 2020, l'alimentation en eau potable est assurée par le syndicat de l'Eau de l'Est seine-et-marnais (S2E77) qui en a délégué la gestion à l'entreprise Veolia, dont le contrat expire le 11 octobre 2033,,.

## Population et société

### Démographie
Les habitants sont appelés les Sourdunois.
L'évolution du nombre d'habitants est connue à travers les recensements de la population effectués dans la commune depuis 1793. Pour les communes de moins de 10 000 habitants, une enquête de recensement portant sur toute la population est réalisée tous les cinq ans, les populations de référence des années intermédiaires étant quant à elles estimées par interpolation ou extrapolation. Pour la commune, le premier recensement exhaustif entrant dans le cadre du nouveau dispositif a été réalisé en 2004.

En 2022, la commune comptait 1 515 habitants, en évolution de +0,87 % par rapport à 2016 (Seine-et-Marne : +3,92 %, France hors Mayotte : +2,11 %).
| 1793 | 1800 | 1806 | 1821 | 1831 | 1836 | 1841 | 1846 | 1851 |
| ---- | ---- | ---- | ---- | ---- | ---- | ---- | ---- | ---- |
| 803  | 844  | 800  | 785  | 877  | 847  | 861  | 859  | 809  |

| 1856 | 1861 | 1866 | 1872 | 1876 | 1881 | 1886 | 1891 | 1896 |
| ---- | ---- | ---- | ---- | ---- | ---- | ---- | ---- | ---- |
| 830  | 876  | 852  | 864  | 880  | 833  | 790  | 797  | 835  |

| 1901 | 1906 | 1911 | 1921 | 1926 | 1931 | 1936 | 1946 | 1954 |
| ---- | ---- | ---- | ---- | ---- | ---- | ---- | ---- | ---- |
| 836  | 795  | 716  | 638  | 643  | 662  | 667  | 741  | 753  |

| 1962 | 1968 | 1975 | 1982 | 1990  | 1999  | 2004  | 2006  | 2009  |
| ---- | ---- | ---- | ---- | ----- | ----- | ----- | ----- | ----- |
| 676  | 731  | 777  | 979  | 1 114 | 1 232 | 1 471 | 1 463 | 1 603 |

| 2014  | 2019  | 2022  | - | - | - | - | - | - |
| ----- | ----- | ----- | - | - | - | - | - | - |
| 1 493 | 1 504 | 1 515 | - | - | - | - | - | - |

### Enseignement
Sourdun dispose d’une école primaire située 2 rue Jules Ferry.
Cet établissement public, inscrit sous le code UAI (Unité administrative immatriculée) : 0770913Z, comprend 178 élèves  (chiffre du ministère de l'Éducation nationale).
Il ne dispose pas d’un restaurant scolaire.
La commune dépend de l'Académie de Créteil ; pour le calendrier des vacances scolaires, Sourdun est en zone C.

## Économie

### Revenus de la population et fiscalité
En 2017, le nombre de ménages fiscaux de la commune était de 533, représentant 1 439 personnes et la  médiane du revenu disponible par unité de consommation  de 21 100 euros.

### Emploi
En 2017 , le nombre total d’emplois dans la zone était de 548, occupant 592 actifs  résidants.
Le taux d'activité de la population (actifs ayant un emploi) âgée de 15 à 64 ans s'élevait à 62,9 % contre un taux de chômage de 8,3 %.
Les 28,8 % d’inactifs se répartissent de la façon suivante : 16,2 % d’étudiants et stagiaires non rémunérés, 6,4 % de retraités ou préretraités et 6,3 % pour les autres inactifs.

### Entreprises et commerces
En 2015, le nombre d'établissements actifs était de 84 dont 11 dans l'agriculture-sylviculture-pêche, 8 dans l’industrie, 7 dans la construction, 43 dans le commerce-transports-services divers et 15  étaient relatifs au secteur administratif.
Ces établissements ont pourvu 467 postes salariés.

### Secteurs d'activité
En 2018, la commune était classée en zone de revitalisation rurale (ZRR), un dispositif visant à aider le développement des territoires ruraux principalement à travers des mesures fiscales et sociales. Des mesures spécifiques en faveur du développement économique s'y appliquent également. Le classement des communes en ZRR était valable jusqu’au 31 décembre 2020,.

#### Agriculture
Sourdun est dans la petite région agricole dénommée la « Brie champenoise » (ou Provinois), une partie de la Brie autour de Provins. En 2010, l'orientation technico-économique de l'agriculture sur la commune est diverses cultures (hors céréales et oléoprotéagineux, fleurs et fruits).
Si la productivité agricole de la Seine-et-Marne se situe dans le peloton de tête des départements français, le département enregistre un double phénomène de disparition des terres cultivables (près de 2 000 ha par an dans les années 1980, moins dans les années 2000) et de réduction d'environ 30 % du nombre d'agriculteurs dans les années 2010. Cette tendance se retrouve au niveau de la commune où le nombre d’exploitations est passé de 12 en 1988 à 10 en 2010. Parallèlement, la taille de ces exploitations augmente, passant de 125 ha en 1988 à 142 ha en 2010.
Le tableau ci-dessous présente les principales caractéristiques des exploitations agricoles de Sourdun, observées sur une période de 22 ans : 
|                                      | 1988  | 2000  | 2010  |
| ------------------------------------ | ----- | ----- | ----- |
| Dimension économique,                |       |       |       |
| Nombre d’exploitations (u)           | 12    | 12    | 10    |
| Travail (UTA)                        | 22    | 17    | 16    |
| Surface agricole utilisée (ha)       | 1 504 | 1 466 | 1 416 |
| Cultures                             |       |       |       |
| Terres labourables (ha)              | 1 477 | 1 466 | 1 409 |
| Céréales (ha)                        | 913   | 922   | 848   |
| dont blé tendre (ha)                 | 688   | 707   | 595   |
| dont maïs-grain et maïs-semence (ha) | 169   | s     | s     |
| Tournesol (ha)                       | 62    |       | s     |
| Colza et navette (ha)                | 68    | s     | 217   |
| Élevage                              |       |       |       |
| Cheptel (UGBTA)                      | 11    | 298   | 10    |

## Culture locale et patrimoine

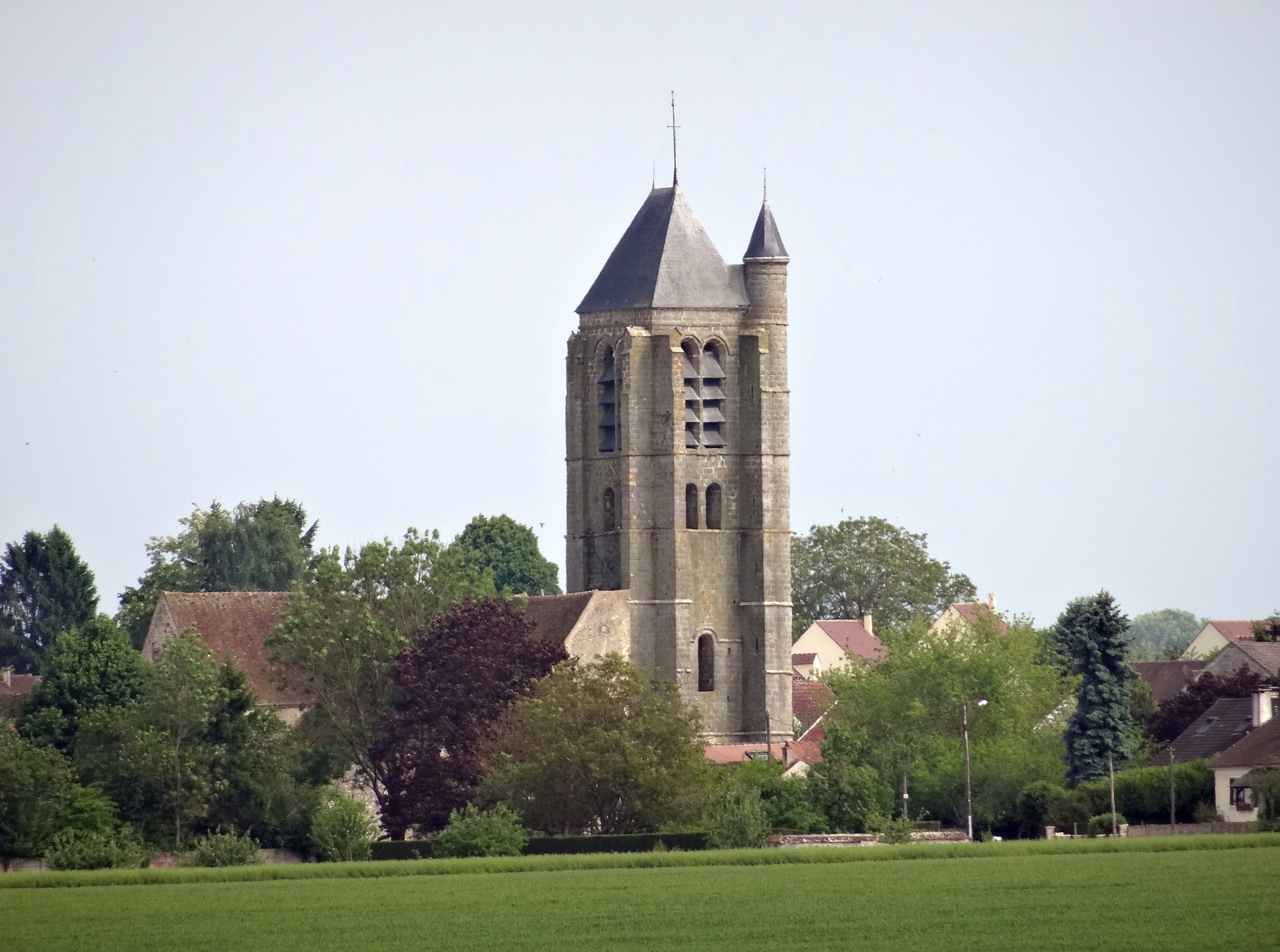
L'église Saint-Martin.

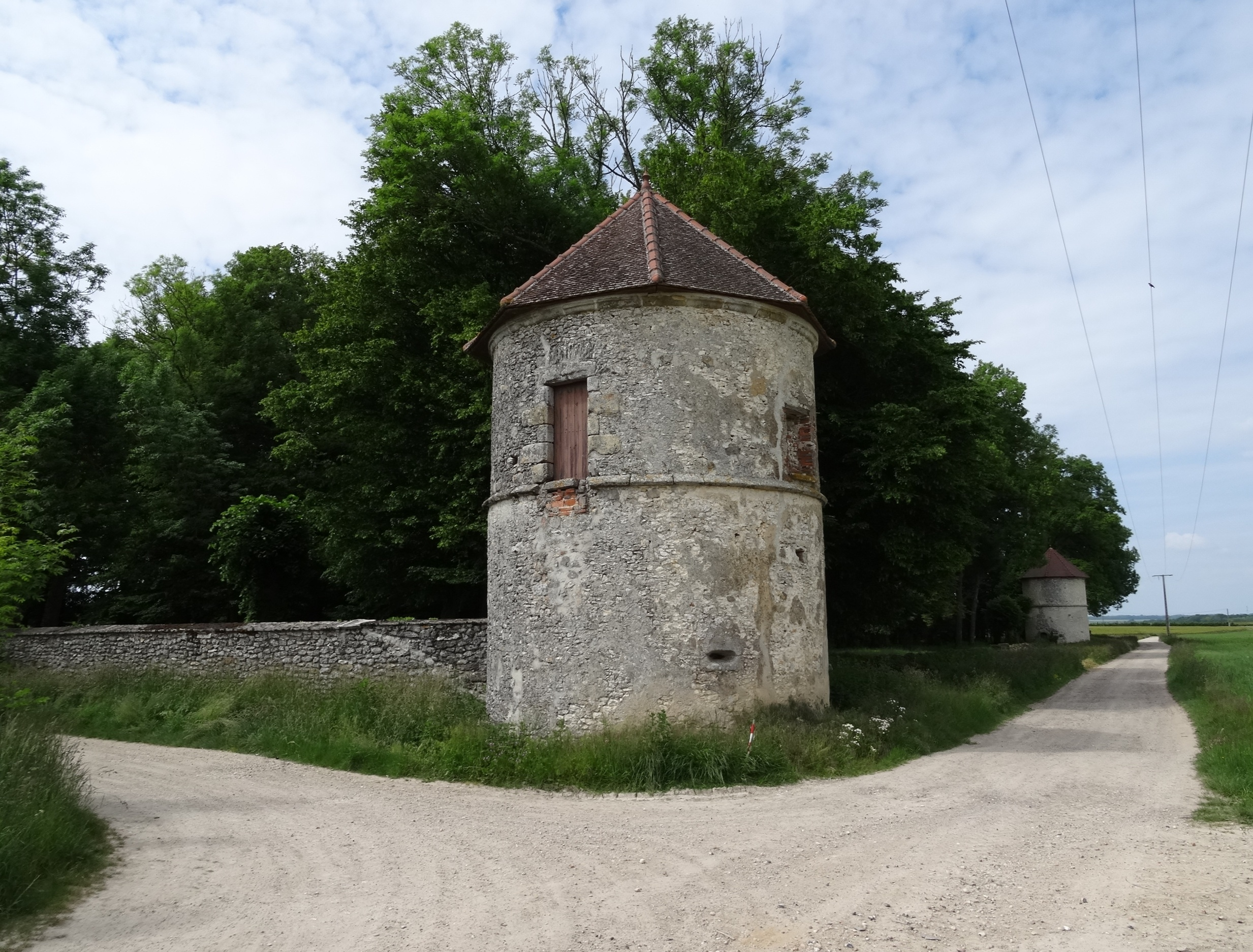
Tourelles au fond du parc du château de l'Ormurion.

### Lieux et monuments
- L'église Saint-Martin, XIIe, XIIIe et XVIe siècles, classée au titre des monuments historiques en 1971[60],[61].
- La mairie (ancien prieuré XVIe et XVIIe siècles) classée en 1971[62].
- Le château de l'Ormurion (propriété de la famille Ferlet).
- La chapelle Saint-Hubert sur la route de Provins.
- La forêt de Sourdun.

### Personnalités liées à la commune
- Émile Eugène Belin (1853-1937), général de division, né à Sourdun.
- Francine de Selve (1920-2002), écrivain, ancienne propriétaire de l'Ormurion.
- Gérard Hamel (1945), homme politique, né à Sourdun.

### Héraldique
| Blason de Sourdun | Blason  | Écartelé : aux 1er et 4e d'argent à quatre fasces d'azur, aux 2e et 3e de gueules plain. |
| Blason de Sourdun | Détails | Le statut officiel du blason reste à déterminer.                                         |